# Scartichthys
Scartichthys är ett släkte av fiskar. Scartichthys ingår i familjen Blenniidae.
Kladogram enligt Catalogue of Life:
| Scartichthys | \| \| Scartichthys crapulatus \| \| \| \| \| \| Scartichthys gigas \| \| \| \| \| \| Scartichthys variolatus \| \| \| \| \| \| Scartichthys viridis \| \| \| \| |
|              | \| \| Scartichthys crapulatus \| \| \| \| \| \| Scartichthys gigas \| \| \| \| \| \| Scartichthys variolatus \| \| \| \| \| \| Scartichthys viridis \| \| \| \| |
|              | Scartichthys crapulatus |
|              | |
|              | Scartichthys gigas |
|              | |
|              | Scartichthys variolatus |
|              | |
|              | Scartichthys viridis |
|              | |